# Mainz Athletics
I Mainz Athletics sono una squadra di baseball tedesca con sede a Magonza.
Dal 2011 gioca le proprie partite casalinghe al Ballpark am Hartmühlenweg: in precedenza, tra il 1988 e il 2010, la casa del club era stata il Sandflora-Stadion.
La società è stata fondata nel 1988, e nei primi anni '90 è arrivata a disputare la massima serie tedesca. Nonostante ciò, il primo titolo nazionale è arrivato solo nel 2007, con il successo per 3-2 nella serie finale contro i Regensburg Legionäre.
Nelle successive 8 stagioni, per 6 volte gli Athletics sono stati eliminati ai quarti di finale, mentre per 2 volte si sono salvati ai play-out (rispettivamente nel 2010 e nel 2014).
Il campionato 2016 tuttavia è culminato con il secondo titolo nazionale, nuovamente vinto ai danni dei Regensburg Legionäre in una serie finale terminata 3-1.
Il club dispone anche di un fiorente settore giovanile, che nel corso degli anni si è laureato più volte campione di Germania in tutte le categorie di età.

## Palmarès
- Campionati tedeschi: 2

2007, 2016
- Coppe di Germania: 1

1993